# Antonio Maquilón
Antonio Maquilón (29 de novembre de 1902 - 20 d'abril de 1984) fou un futbolista peruà.
Va formar part de l'equip peruà a la Copa del Món de 1930. També participarà en el Campionat sud-americà de 1927.